# NWE Nr. 31 und 32
Die NWE 31 und 32 waren schmalspurige Tenderlokomotiven der Nordhausen-Wernigeroder Eisenbahn-Gesellschaft (NWE). Sie waren auf der Harzquer- und Brockenbahn im Einsatz und wurden 1921 nach Bolivien verkauft.

## Geschichte
Für die meterspurige Nordhausen-Wernigeroder Eisenbahn mit Steigungen bis 33 ‰ waren um die Zeit nach 1899 stärkere Lokomotiven als die vorhandenen 11 bis 22 notwendig. Für die bogenreichen Strecken bei Drei Annen Hohne fiel die Wahl auf eine Malletlokomotive mit sechs Treibachsen. Den Auftrag erhielt die Berliner Firma Orenstein & Koppel. In deren Konstruktionsabteilung entstanden Pläne mit neuen Merkmalen, um die bekannten Nachteile hinsichtlich der Laufeigenschaften zu beseitigen.
Die Lokomotiven zählten als erste sechsachsige Malletlokomotiven in Deutschland zu dieser Zeit zu den größten ihrer Bauart in Europa. Bei Probefahrten wurden auf der Steigung von 27 ‰ zwischen Steinerne Renne und Drei Annen Hohne eine Last von 150 t mit 25 km/h befördert.:93
Seitens des Herstellers wurde das Leistungsverhalten der Lok nach dreijähriger Betriebszeit als voll befriedigend bezeichnet. 1914 wurden für die Ferrocarril Machacamarca–Uncía, deren Strecke zwischen Machacamarca und Uncía in Bolivien mehrere Zinnminen des Industriellen Simón I. Patiño erschloss, vier gleichartige mit Ölhauptfeuerung und Druckluftbremse versehene Lokomotiven gefertigt. Dennoch gibt es in der Literatur Hinweise, dass die Lokomotiven schlechte Laufeigenschaften hatten.:42 Bei Höchstgeschwindigkeit stellte sich starkes Schlingern ein und in den Bögen mit 60 m Radius waren die Laufeigenschaften schlecht, was mit starkem Schienenverschleiß verbunden war.
Die Lokomotiven waren etwa zehn Jahre in Betrieb, als am 1. Dezember 1920 in der Nähe des Bahnhofes Drängetal die leer fahrende Lokomotive 32 bei Rückwärtsfahrt entgleiste und umkippte. Dabei kam das Lokpersonal ums Leben. Danach wurden die Loks ausgemustert und ein Jahr später ebenfalls nach Bolivien verkauft.
Dort sollen sie noch bis in die 1970er-Jahre vorhanden gewesen sein.

## Technische Merkmale
Der Hauptrahmen der Lokomotiven war als Außenrahmen, der Drehgestellrahmen hingegen als Innenrahmen ausgeführt. Die Endachsen beider Triebwerksgruppen waren als Balancierachsen ausgeführt.:91 Dies sollte unkontrollierbare Federbelastungen verhindern und Federbrüche vermeiden. Die Mittelachsen beider Triebwerksgruppen hatten eine Seitenverschiebbarkeit von ±15 mm. Dazu waren die Lokomotiven mit einer Rückstellvorrichtung in Form einer Ölbremse ausgestattet, die das seitliche Anlaufen der führenden Achse gegen die Schienen minimieren sollte, was im Betrieb dennoch öfter vorkam.:40
Der Kessel besaß einen Überhitzer, mit dem eine Dampftemperatur von 240 °C erreicht wurde. Die Lokomotiven besaßen Heusinger-Steuerung mit Kolbenschieber, bei der die Füllung der ND-Zylinder gleichmäßig mit 75 % gewährleistet blieb, die Füllung der HD-Zylinder ließ sich beliebig einstellen. Diese Steuerungsart wurde von O&K patentrechtlich geschützt.:40
Auf Grund der starken Steigungen bei der NWE waren sie mit drei verschiedenen Bremssystemen ausgerüstet; mit einer Vakuumbremse Bauart Körting, einer Riggenbach-Gegendruckbremse und einer Wurfhebelbremse. Der Druckluftsandstreuer besaß eine eigene Luftpumpe und war unabhängig von der Bremse, ferner war ein Dampfläutewerk der Bauart Latowski vorhanden.